# Gare de Bram
La gare de Bram est une gare ferroviaire française, de la ligne de Bordeaux-Saint-Jean à Sète-Ville, située à proximité du centre ville de Bram, dans le département de l'Aude en région Occitanie.
Elle est mise en service en 1857 par la Compagnie des chemins de fer du Midi et du Canal latéral à la Garonne. C'est une gare de la Société nationale des chemins de fer français (SNCF), desservie par la ligne 10 des trains TER Occitanie.

## Situation ferroviaire
Établie à 132 mètres d'altitude, la gare de Bram est située au point kilométrique (PK) 327,146 de la ligne de Bordeaux-Saint-Jean à Sète-Ville, entre les gares ouvertes de Castelnaudary et de Carcassonne.
C'était une gare de bifurcation origine de la ligne de Bram à Belvèze (fermée),.

### Desserte
Bram est desservie par des trains régionaux TER Occitanie qui circulent entre Toulouse-Matabiau et Narbonne, Perpignan, Cerbère ou Portbou. La desserte est assurée par environ un train par heure, voire deux aux heures de pointe (le matin en direction de Toulouse, le soir en provenance).

## Histoire
La Compagnie des chemins de fer du Midi et du Canal latéral à la Garonne met en service la section de Toulouse à Béziers et la gare de Bram le 22 avril 1857. Le maire de Bram, (de 1855 à 1868) Théodore Denille, ancien élève de polytechnique, usa de ses relations parisiennes pour obtenir un arrêt dans sa ville et non à Villepinte comme prévu à l'origine.
Les 24 et 26 août 1942, 159 juifs dont 21 enfants, résidant dans l'Aude, furent raflés sur l'ordre du gouvernement de Vichy et livrés aux nazis. Ils furent déportés de la gare de Bram vers le camp d'extermination d'Auschwitz. Une stèle installée devant le parvis rappelle cet épisode tragique de l'histoire,.
La gare possédait une marquise surplombant les quais qui fut détruite pendant l'occupation de 1939-1945.
En 2018, une importante campagne de rénovation est entreprise avec l'installation d'une passerelle  (et d'un ascenseur) au dessus des voies desservant les deux quais et la modernisation des cheminements et de la signalétique.

### Fréquentation
En 2020, (année de confinements) selon les estimations de la SNCF, la fréquentation annuelle de la gare était de 57 267 contre, en 2019 : 77 459 voyageurs,.
De 2015 à 2023, selon les estimations de la SNCF, la fréquentation annuelle de la gare s'élève aux nombres indiqués dans le tableau ci-dessous :
| Année           | 2015   | 2016   | 2017   | 2018   | 2019   | 2020   | 2021   | 2022    | 2023    |
| --------------- | ------ | ------ | ------ | ------ | ------ | ------ | ------ | ------- | ------- |
| Voyageurs seuls | 60 963 | 62 165 | 67 119 | 55 774 | 77 466 | 57 267 | 85 448 | 104 957 | 129 983 |

La Région Occitanie, financera d'importants travaux de rénovation du bâtiment à partir du premier semestre 2023,,.

### Anecdotes
Bram fut desservie par trois lignes des tramways de l'Aude entre 1905 et 1933.
L'auteur Frédéric Bézian, dans sa bande dessinée « Aller-retour » parue chez Delcourt en 2012, situe la couverture et le début de son intrigue à la gare.
Des scènes du film Vie sauvage, réalisé par Cédric Khan furent tournées à la gare en 2013. Un train avec le logo de la région Normandie fut acheminé spécialement par la SNCF, sur place, pour donner l'illusion d'une gare normande,.

## Service des voyageurs

### Accueil
Gare SNCF, elle dispose d'un bâtiment voyageurs, avec guichet, ouvert du lundi au vendredi et fermé les samedis, dimanches et jours fériés. Elle est accessible aux personnes à mobilité réduite. 

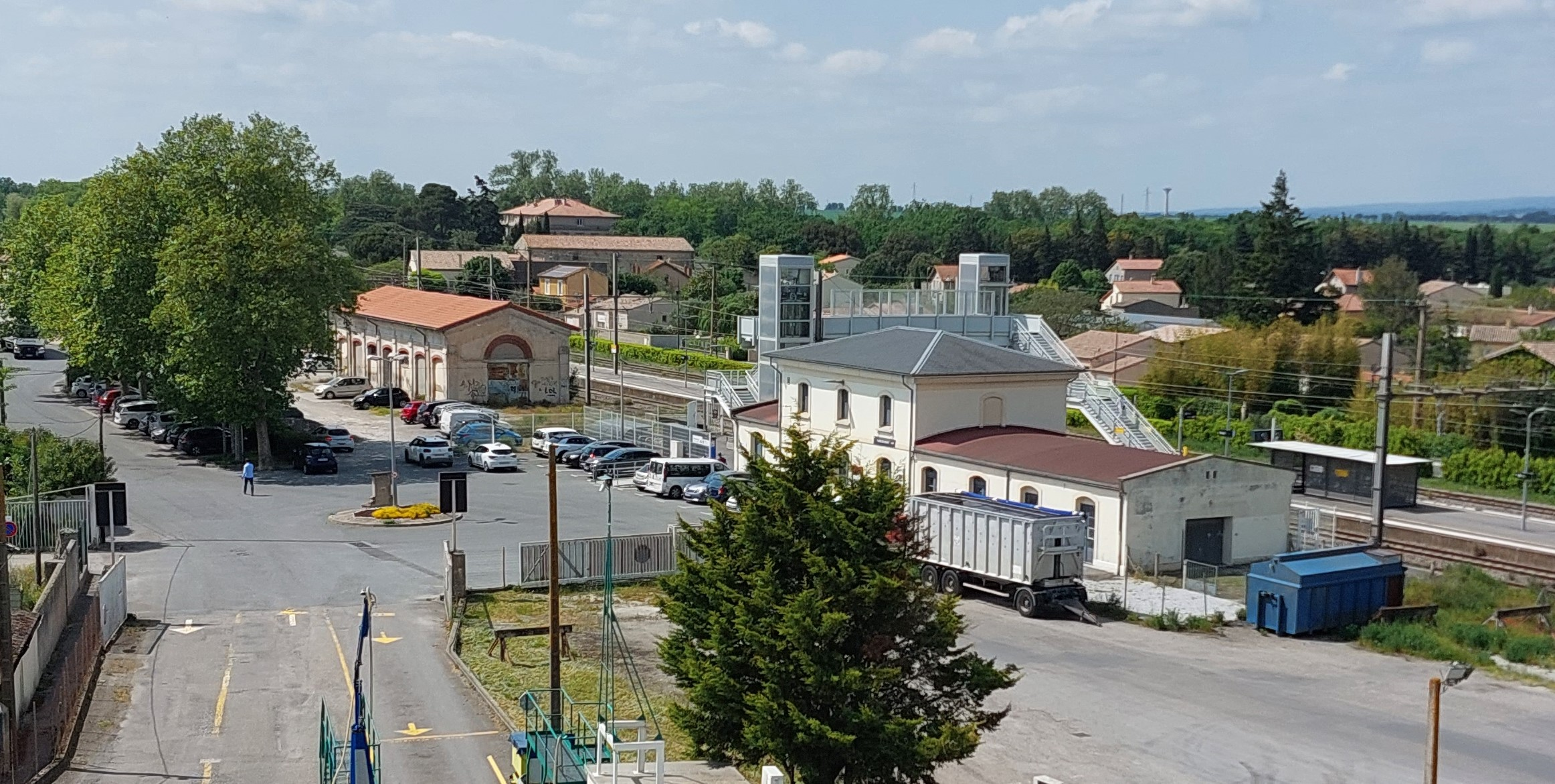
Le site de la gare de Bram vue des bureaux d'Arterris avec en arrière plan le toit du château de Lordat.

### Intermodalité
Un parking est aménagé, ainsi que des casiers à vélos sécurisés.
La gare est desservie en bus par la ligne 411 du réseau liO.
Une consigne de retrait de colis Amazon est installée depuis avril 2022.

## Service des marchandises
Bram est une gare ouverte uniquement aux « trains massifs », située à proximité immédiate des silos à grains du groupe Arterris.

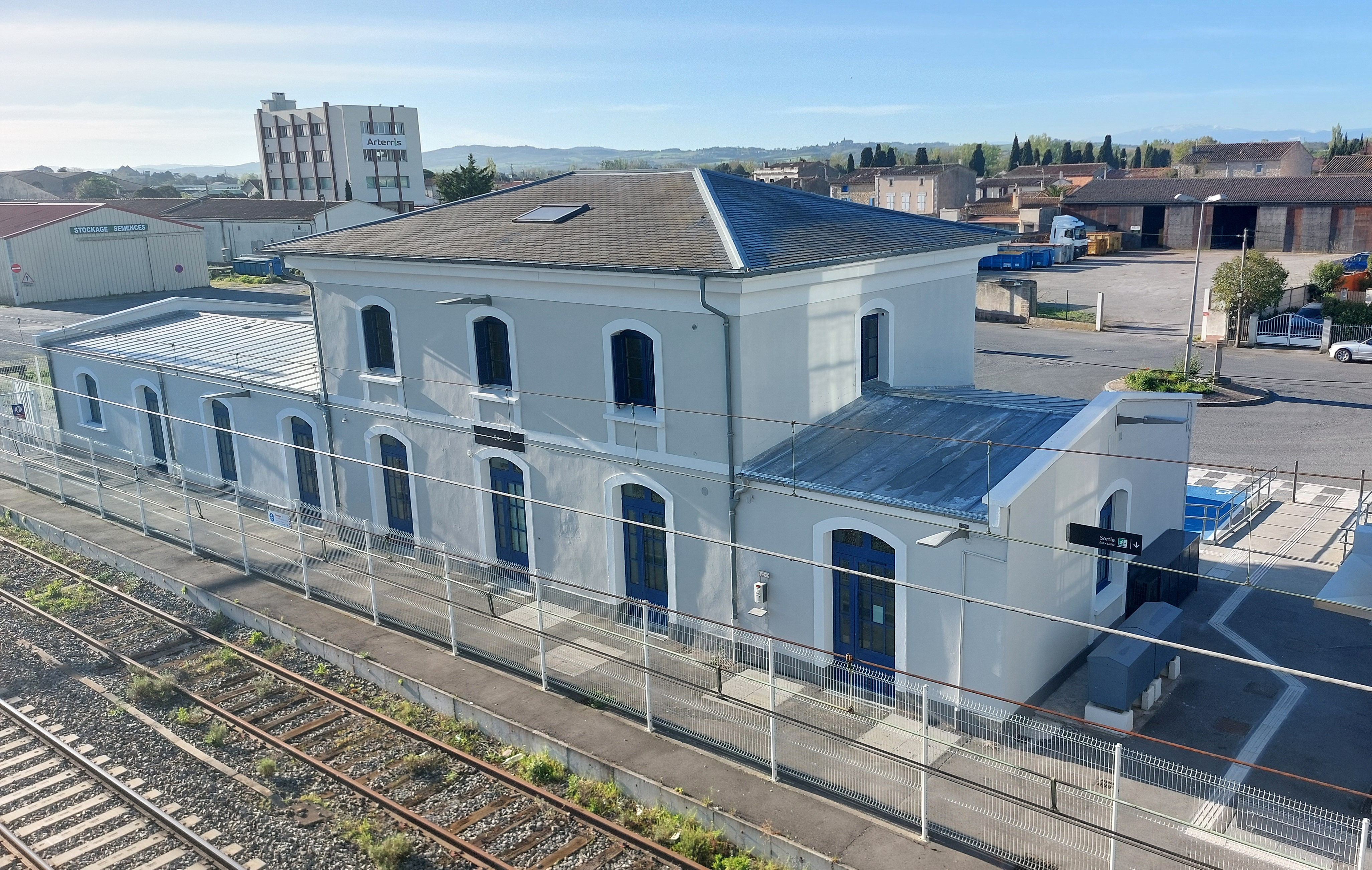
Façade arrière de la gare de Bram vue de la passerelle surplombant les quais.
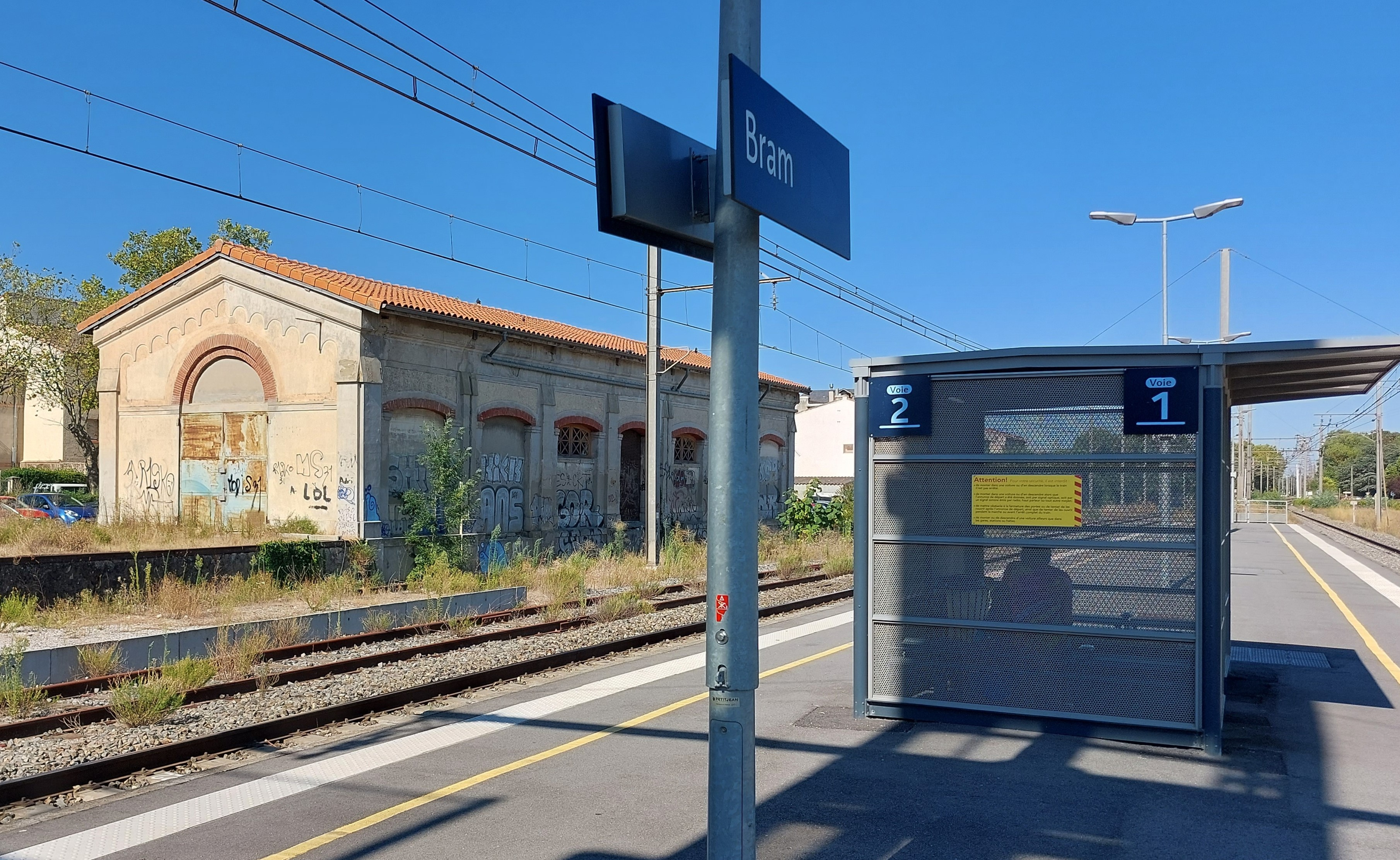
Ancienne Halle à marchandises de la gare.
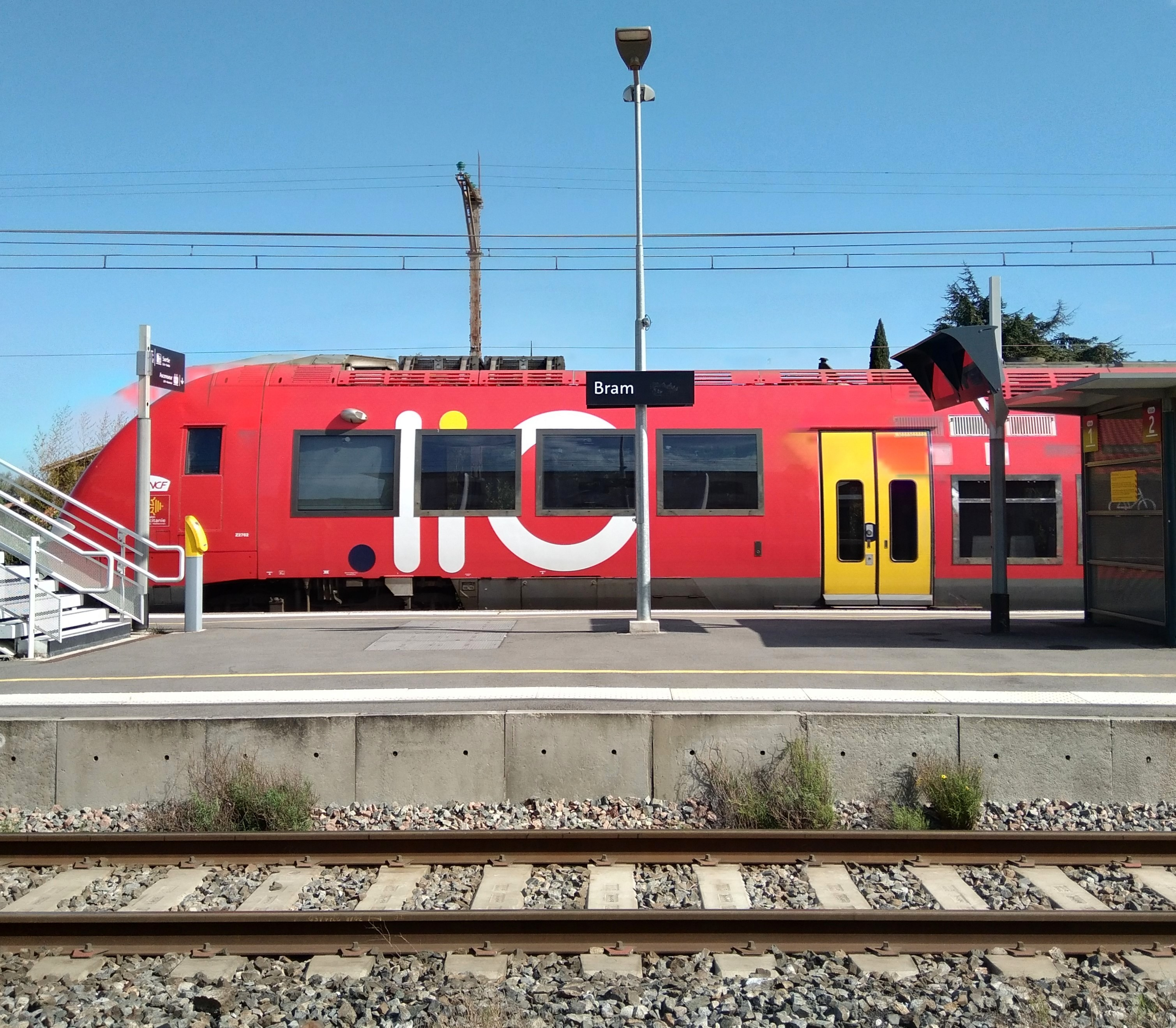
Une rame AGC 81500 en gare de Bram.
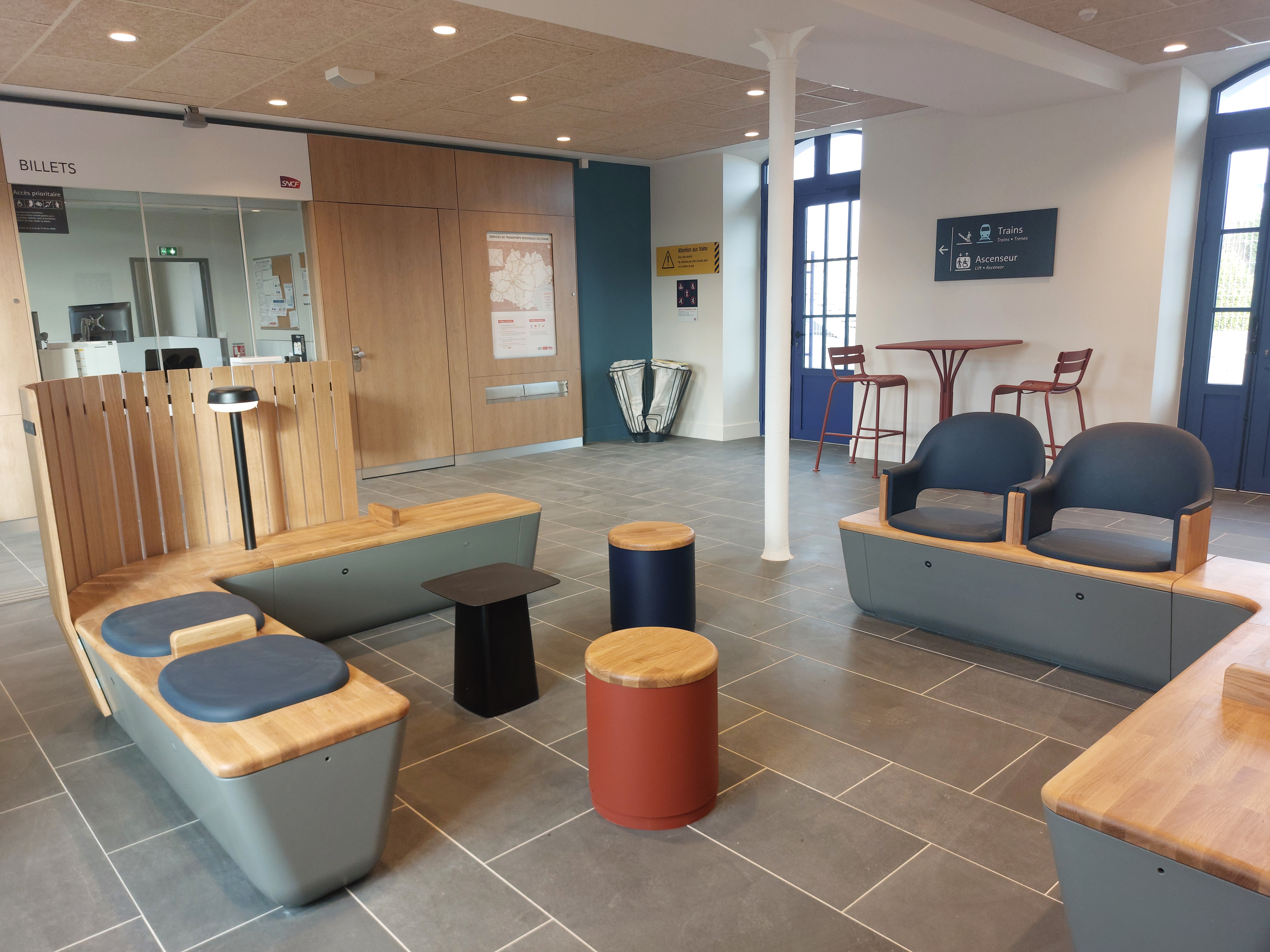
La salle d'attente et le guichet de la gare.
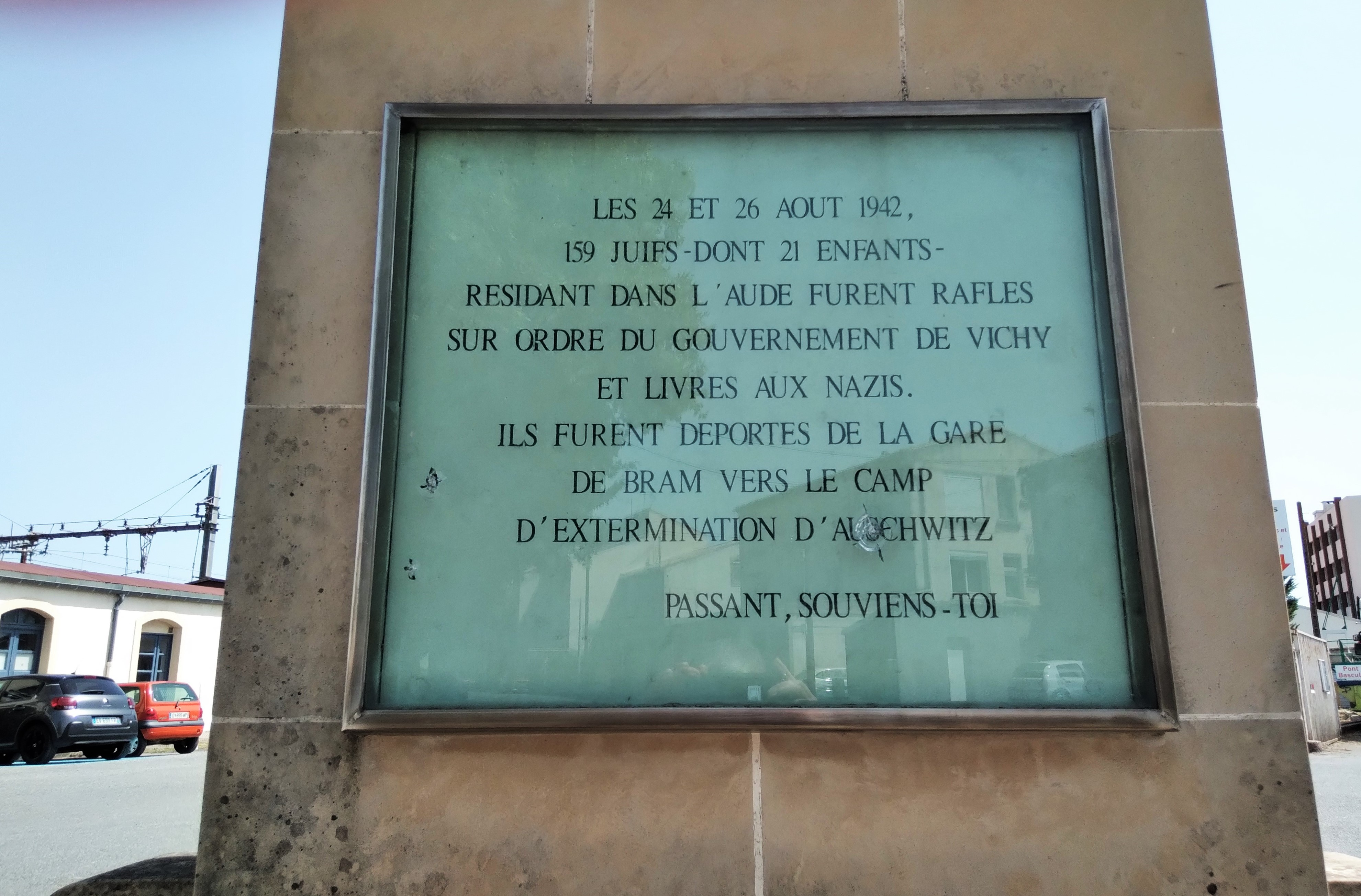
Stèle installée devant le parvis de la gare.